# International Superstar Soccer 3
International Superstar Soccer 3, spesso abbreviato in ISS 3, è un videogioco calcistico sviluppato da Konami e pubblicato dalla stessa per PlayStation 2 il 28 marzo 2003 e per GameCube e Microsoft Windows il 30 maggio 2003.
Squadre nazionali
Il gioco prevedeva circa 58 squadre nazionali:
1. Inghilterra
2. Scozia
3. Galles
4. Irlanda del Nord
5. Irlanda
6. Portogallo
7. Spagna
8. Francia
9. Paesi Bassi
10. Belgio
11. Danimarca
12. Germania
13. Svezia
14. Austria
15. Italia
16. Portogallo
17. Repubblica Ceca
18. Slovacchia
19. Ungheria
20. Romania
21. Slovenia
22. Croazia
23. Jugoslavia
24. Bulgaria
25. Grecia
26. Finlandia
27. Svizzera
28. Norvegia
29. Ucraina
30. Russia
31. Turchia
32. Israele
33. Senegal
34. Tunisia
35. Marocco
36. Nigeria
37. Camerun
38. Sud Africa
39. Stati Uniti
40. Messico
41. Giamaica
42. Trinidad e Tobago
43. Honduras
44. Costa Rica
45. Colombia
46. Perù
47. Brasile
48. Paraguay
49. Uruguay
50. Cile
51. Argentina
52. Ecuador
53. Giappone
54. Corea del Sud
55. Cina
56. Iran
57. Arabia Saudita
58. Australia

## squadre speciali
1. tutte le stelle
2. Inghilterra  - miti dell'Inghilterra
3. Paesi Bassi - Legends of the Netherlands
4. Italia - Legends of Italy
5. Germania - Miti della Germania
6. Brasile - Miti del Brasile
7. Argentina Legends of Argentina
8. Legends 90 (Football World Cup Stars)
9. Legends 94
10. Legends 98
11. Tutte le stelle africane
12. All-Star europeo
13. Tutte le stelle asiatiche
14. Tutte le stelle americane
15. Gladius Team
16. Club europei

I club sono apparsi per la prima volta nella serie International Superstar Soccer, ma con nomi fittizi e intenzionali club virtuali, come segue:
1. Inghilterra Pennine
2. Italia Lombardia.
3. Spagna San Anton.
4. Germania Westfalen.
5. Germania Isar.
6. Inghilterra Midport.
7. Vaticano Italia.
8. Inghilterra Londra
9. Francia Senna.
10. Germania Rhein.
11. Francia Beaujolais
12. Piemonte Italia.
13. Spagna Cataluna.
14. France Picardie.
15. Spagna iberica.
16. Spagna Cibeles